# Борис Априлов
Борис Априлов (настоящее имя Атанас Василев Джавков; 21 марта 1921, Малко-Тырново — 10 апреля 1995, Тель-Авив, Израиль) — болгарский детский писатель и драматург.

## Биография
Борис Априлов получил образование в городе Бургас, где ещё со времён своей учёбы в гимназии публиковал в местной газете свои короткие рассказы, фельетоны и стихи.
В 1947 был приглашён на работу в сатирическую газету «Стършел» («Шершень»), вследствие чего переехал жить в Софию. В 1959 посвящает всего себя литературе и до конца жизни живёт на литературные гонорары. Также в 1959—1963 был главным драматургом и литературным редактором в Дирекции болгарских цирков. Затем в 1963—1966 служил штатным драматургом и литконсультантом в театре города Сливен.
Написал более 10 детских книг и множество детских пьес для драматического, кукольного и телевизионного театра. Одновременно с этим писал и публиковал фельетоны, повести и романы для взрослого читателя. Автор киносценариев и сатирических пьес для взрослого зрителя. Книги Априлова издавались (и пьесы его игрались) как в Болгарии, так и в других странах. По его сценариям были поставлены 4 фильма (в том числе очень популярный в Болгарии Пятеро с «Моби Дика» — «Петимата от Моби Дик», 1970), а также радиопьесы, телепередачи и детские телесериалы.
Постоянно сотрудничал в болгарской периодической печати.
В последние годы жизни (1990—1995) постоянно проживал в Тель-Авиве, где написал «взрослый» роман «Траверстаун».
В браке у Априлова родились две дочери, Джина Василева (1945-…) и Лора Василева (1950—1991), последняя также была писательницей.
Друзья называли Бориса Априлова прозвищем «Ахо» — по имени романтического героя романа «Агасфер — вечный жид» Эжена Сю.

## Творчество

### Книжный сериал о лисёнке Лиско
Наиболее известные произведения Бориса Априлова — серия книг о приключениях лисёнка Лиско:
- «Лисёнок Лиско в лесу» (Приключенията на Лиско в гората, 1957)
- «Лисёнок Лиско на море» (Приключенията на Лиско по море, 1968)
- «Лисёнок Лиско в стране квадратных существ» (Приключенията на Лиско в страната на квадратните същества, 1975)
- «Лисёнок Лиско и его друзья, или Целых десять приключений!». В десяти новеллах, написанных в период с 1960 по 1981:
  - «Не трогай чемодан» (Не пипай куфара)
  - «Чими» (Чими)
  - «Часы» (Часовникът)
  - «Красная Шапочка» (Червената Шапчица)
  - «Яма» (Дупката)
  - «Питон» (Питонът)
  - «Привидение» (Привидението)
  - «Большой Приз» (Голямата награда)
  - «Стена» (Стената)
  - «Синяя птица» (Синьото фламинго)

Жанр книг о лисёнке Лиско определить сложно, в них нашлось место и сатире нравов, и притче, и гротеску, и лирике, и юмору, и даже редким вкраплениям политической сатиры. Текст состоит в основном из диалогов. Неожиданный эффект производит кажущаяся беззаботная детскость этих книг в сочетании с пародийно использованной «взрослой лексикой» и вполне серьёзными моральными проблемами, на которые автор стремится обратить внимание читателя.

### История переизданий «Лискианы»
— Новеллы с 1 по 6 были в 1971 году изданы в Болгарии под общим заглавием «Новые приключения Лиско» (Новите приключения на Лиско).

 — В 1975 в Болгарии (одновременно с романом-сказкой «Лисёнок Лиско в стране квадратных существ») вышла книжка «Самые новые приключения Лиско» (Най-новите приключения на Лиско). Она включала новеллы 7 и 8 и выдержала с тех пор несколько переизданий.

 — Борис Априлов долго воздерживался от попыток опубликовать «Стену» и «Синюю птицу». Наконец, в 1987 году все десять новелл были собраны под одной обложкой.

 — В 1999 году болгарское издательство «Фют» предприняло полное переиздание всего сериала о Лиско в шести томах, с иллюстрациями Елены Пыдаревой. Цикл новелл «Лисёнок Лиско и его друзья…» при этом пришлось разбить на несколько томов: четвёртый том данного издания включает новеллы 1, 2 и 3; пятый том — новеллы 4, 5 и 6; и шестой том — новеллы 7, 8, 9, и 10.

### Другие детские книги
- «Мяч, упавший в море» (Топка в морето, 1965)
- «Жеребёнок Пончо» (Кончето Пончо, 1967)
- «Попугай и бабочка» (Папагалчето и пеперудката, 1968)
- «Маленькое белое облачко» (Едно малко бяло облаче, 1970)
- «Шесть пингвинят» (Шестте пингвинчета, 1978)

### Книги для взрослого читателя
- «Оборона Спарты» (Отбраната на Спарта, 1982)
- «Дальнее плавание» (Далечно плаване, 1988)
- «Гавайские острова» («Хавайските острови», роман издан посмертно в 1997)
- «Траверстаун» (роман не издан)

Пьесы, которые Борис Априлов создавал для «взрослого» театра — например, «Остров» (Островът), «Корабль с розовыми парусами» («Кораб с розови платна», экранизирована в 1974), «Прерия», «Провокация», «Тысяча второй» (Хиляда и вторият) и др. — остались недооценёнными его соотечественниками. Болгарская газета «Култура» («Культура») иронически назвала постановку «Тысяча второго» в театре имени Гео Милева «живым примером мёртвого театра» (см. раздел «Ссылки»).

## Переводы
Книги Априлова переведены на многие языки, но в России он малоизвестен. В 1959 в издательстве «Детская литература» вышел русский перевод первой книги о лисёнке-вундеркинде — под названием «Приключения Лиско». Год спустя в Ростове ту же книгу издали в переводе известного донского писателя Михаила Никулина и Р. Пашковой (под названием «Приключения Лисёнка»), с цветными иллюстрациями Н. Драгунова. В 1993 году издательство "Офсет", г. Волгоград, издало сказочные повести "Приключения Лисенка" тиражом 50000 экз. Перевод Елены Андреевой, художественные иллюстрации Владимира Вторенко. В настоящее время создаётся новый русский перевод всех четырёх книг.
В сети Интернет существует сокращённый русский перевод первой и второй книг: соответственно «Приключения Лисёнка в воздухе» и «Морские приключения Лисёнка». Этот перевод выполнен Еленой Андреевой и неоднократно переиздан в Болгарии в издательстве «София-пресс». Этот перевод — как и ростовский 1960 года — можно отличить по одной особенности: в нём нигде не употребляется оригинальное имя главного героя; вместо «Лиско» везде, в том числе в названиях книг, написано с заглавной буквы «Лисёнок» (как имя собственное).
Кроме того, в конце 2000-х годов в бесплатных библиотеках появился анонимный перевод двух новелл из четвёртой книги о Лиско: «Привидение» и «Большой Приз», объединённых под общим заглавием «Самые новые приключения Лисёнка». Лиско и там не назван своим именем, а фигурирует под «псевдонимом» Лисёнок.